# Таємна шістка
Таємна Шістка (англ. Secret Six) — назва трьох різних вигаданих команд у всесвіті DC Comics (а також четвертої з альтернативного всесвіту). Кожна версія складалася з шести учасників на чолі з Пересмішником.
Третя, антигеройська ітерація команди отримала високу оцінку: у 2012 році IGN назвав її четвертою найкращою серією десятиліття.

## Історія публікації

### Оригінальна команда
Перший склад Secret Six дебютував у Золотий Вік коміксів у власній семисерійній серії Secret Six, яка виходила з травня 1968 по травень 1969 року.
Незвично для коміксів того часу, сюжет першого випуску Secret Six розпочинався прямо на обкладинці й продовжувався на першій сторінці всередині. До складу команди входили шість секретних агентів: Оґюст Дюран, Лілі де Ньов, Карло ді Рієнці, Майк Темпест, Багряний Світанок і Король Жорстокості.
Створена сценаристом Е. Нельсоном Брідвеллом і художником Френком Спрінґером, серія Secret Six припинила виходити, так і не розкривши особу таємниого координатора, на ім'я Пересмішник. Перші два випуски пізніше були передруковані в The Brave and the Bold №117 і №120 (березень і липень 1975 року).

### The New 52
У вересні 2011 року DC перезапустили всесвіт у рамках ініціативи The New 52. Серію Secret Six відродили в грудні 2014 року, з Ґейл Сімон знову в ролі сценаристки. До складу команди увійшли нові персонажі — за винятком Кетмена та Блек Аліс. Серед них: Стрікс, Ляльковод (Шона Белзер), Ральф Дібні під псевдонімом Біґ Шот, і новий герой, на ім'я Порцеляна.
У третьому випуску з'ясовується, що Загадник і є Пересмішником, а Біґ Шот — його кріт у команді. У наступному номері з’являються Скандал Севідж, Раґ Дол і Жанетт — спершу як оперативники Загадника, але згодом вони переходять на бік Таємної Шістки та виступають проти нього.

### The Batman Who Laughs
У 2019 році в серії коміксів Batman/Superman The Batman Who Laughs, використовує бетаранг із токсином Джокера, щоб створити темні та викривлені версії шести осіб, необхідних для відкриття порталу до Темного Мультивсесвіту. Цими особами стали: комісар Ґордон, Синій Жук, Шазам, Донна Трой, Людина-яструб і Суперґерл (ціллю був Супермен, але удар прийняла вона).
Після того, як портал було закрито спільними зусиллями Бетмена й Супермена, команда (без Ґордона, якого незабаром затримали) бореться з Лексом Лютором у мінісерії Year of the Villain: Hell Arisen. Команда розпадається після того, як Бетмен, що сміється, отримує ін'єкцію ліків. Це повертає учасників до нормального стану, і вони виступають проти нього, але їх перериває Лекс, телепортуючи Бетмена, Що Сміється, до Бога-Глави.

### DC All In
У березні 2025 року вийшов перший випуск нового шеститомної мінісерії Secret Six від DC Comics. Цей випуск об’єднує трьох нових героїв — Джона Кента (Супермена), Нію Нала (Дрімера) та Джея Накамури (Госсамера) — з ветеранами команди: Кетменом, Дедшотом і Блек Аліс. Їх об'єднує спільна мета: розкрити таємниче зникнення Аманди Воллер після подій Absolute Power.
Мейнс зазначила, що для неї велика честь бути частиною ініціативи DC All In і розповідати нову історію про Джона Кента, Джея Накамуру та Дрімера, які перебувають на роздоріжжі, на початку своїх потенційних історій перехідного періоду. Спільна робота з колишніми лиходіями, такими як Кетмен, Блек Аліс і Дедшот, дає їм можливість поглянути на своє майбутнє через дзеркало цих ветеранів. 
Сюжет серії зосереджений на пошуках Воллер, яка зникла з в'язниці без сліду. Це розслідування виводить команду на стежку, що веде до більшої загрози, пов'язаної з шаховими фігурами, які вони постійно зустрічають. Ця загадка об'єднує героїв і лиходіїв у спільній боротьбі, де кожен має свої таємниці та мотивації.
Перший випуск Secret Six вийшов 5 березня 2025 року. Серія обіцяє глибоке дослідження персонажів, їхніх внутрішніх конфліктів і складних моральних виборів. Вона також підкреслює важливість представлення ЛГБТК+ персонажів у коміксах, зокрема через історії Джона Кента та Джея Накамури.